# Барракуда (коктейль)
«Барракуда» (англ. Barracuda) — коктейль на основе рома, ликёра Galliano, игристого вина, ананасового сока и сока лайма. Классифицируется как газированный коктейль. Входит в число официальных коктейлей Международной ассоциации барменов (IBA), категория «Напитки новой эры» (англ. New Era Drinks).

## Рецепт и ингредиенты
Состав:
- золотой ром — 45 мл
- ликёр Galliano — 15 мл
- ананасовый сок — 60 мл
- сок лайма — 1 капля
- игристое вино — долить.

Метод приготовления: шейк & стрейн (кроме игристого вина). Ингредиенты (компоненты) перемешивают со льдом в смесительном стакане (шейкере), взбивают, после чего отцеживают и отфильтровывают в коктейльную рюмку или бокал Маргарита. Доливают игристое вино. Подают в бокале Маргарита.